# نيك كوران
نيك كوران (بالإنجليزية: Nick Curran)‏ هو موسيقي ومغن مؤلف أمريكي، ولد في 30 سبتمبر 1977 في بيدفورد في الولايات المتحدة، وتوفي في 6 أكتوبر 2012 بسبب سرطان الحنجرة.

## وصلات خارجية
- نيك كوران على موقع ميوزك برينز (الإنجليزية)
- نيك كوران على موقع أول ميوزيك (الإنجليزية)
- نيك كوران على موقع ديسكوغز (الإنجليزية)